# Kim Delaney
Kim Delaney (nacida el 29 de noviembre de 1961) es una actriz estadounidense conocida por su papel como la Detective Diane Russel en la serie NYPD Blue. Al principio de su carrera, interpretó el papel de Jenny Gardner en la serie All My Children. Luego tuvo papeles protagónicos en Philly y CSI: Miami y en Army Wives. También tuvo un papel protagónico en las miniserie 10,5 y en su secuela 10,5 Apocalipsis.

## Biografía
Delaney, una estadounidense irlandesa, nació en Filadelfia, Pensilvania, hija de Joan y Jack Delaney. La madre de Delaney era ama de casa y su padre un dirigente sindical y exdirector de United Auto Workers. Fue criada como católica. 
Delaney creció en Roxborough y tiene cuatro hermanos: Ed, John, Keith y Patrick. Mientras asistió a J. W. Hallahan Catholic Girls High School, trabajó como modelo en la agencia Elite. Después de graduarse, se fue a Nueva York y encontró allí un empleo como modelo. Al mismo tiempo, estudió actuación con William Esper.

## Vida privada
Delaney ha estado casada dos veces. Su primer matrimonio con el actor Charles Grant que duró desde 1984 hasta 1988. Su segundo matrimonio con el actor Joseph Philip Cortese duró desde 1989 hasta 1994; el hijo de la pareja, John "Jack" Philip Cortese, nació en 1990. Estuvo comprometida con el productor Alan Barnette desde 1997 hasta 2006 y actualmente está soltera.
En 2002, Delaney fue arrestada en Malibú, California, por sospecha de conducir ebria después de que se negó a tomar una prueba de alcoholemia. Posteriormente, no refutó los cargos y fue sentenciada a dos años de libertad condicional, multada y se le ordenó tomar un curso de actitud defensiva de conducción.

## Filmografía (Selección)

### Películas
| Año  | Título                           | Título original                  | Personaje             | Notas                  |
| ---- | -------------------------------- | -------------------------------- | --------------------- | ---------------------- |
| 1985 | Vientos de tempestad             | That Was Then, This Is Now       | Cathy Carlson         |                        |
| 1986 | Delta Force                      | The Delta Force                  | Hermana Mary          |                        |
| 1986 | La sangre del cazador            | Hunter's Blood                   | Melanie               |                        |
| 1987 | El rey del campus                | Campus Man                       | Dayna Thomas          |                        |
| 1987 | Regreso a Willow Creek           | Christmas Comes to Willow Creek  | Jessie                | Película de televisión |
| 1988 | El vagabundo                     | The Drifter                      | Julia Robbins         |                        |
| 1991 | Hangfire                         | Hangfire                         | Maria Montoya Slayton |                        |
| 1995 | Darkman II: El regreso de Durant | Darkman II: The Return of Durant | Jill Randall          |                        |
| 1995 | Serial Killer                    | Serial Killer                    | Selby Younger         |                        |
| 2000 | Misión a Marte                   | Mission to Mars                  | Maggie McConnell      |                        |
| 2017 | Apuesta por la novia             | Betting on the Bride             | Kim Kellser           | Película de televisión |
| 2018 | God Bless the Broken Road        | God Bless the Broken Road        | Patti Hill            |                        |

### Series
| Año       | Título                 | Título original        | Personaje               | Notas         |
| --------- | ---------------------- | ---------------------- | ----------------------- | ------------- |
| 1981–1984 | All My Children        | All My Children        | Jenny Gardner Nelson    | 34 episodios  |
| 1988      | Alien Destroyer        | Something Is Out There | Mandy Eastabrook        | 2 episodios   |
| 1995–2003 | Policías de Nueva York | NYPD Blue              | Detective Diane Russell | 137 episodios |
| 2001–2002 | Philly                 | Philly                 | Kathleen Maguire        | 22 episodios  |
| 2004      | 10,5                   | 10,5                   | Dra. Samantha Hill      | Miniserie     |
| 2006      | 10,5 Apocalipsis       | 10,5: Apocalypse       | Dra. Samantha Hill      | Miniserie     |
| 2007–2013 | Army Wives             | Army Wives             | Claudia Joy Holden      | 104 episodios |